# Meer van Petén Itzá
Het Meer van Petén Itzá (Spaans: Lago Petén Itzá) is een meer in het departement El Petén in Guatemala.
Met een oppervlakte van 120 km² is het, na het Izabalmeer, het grootste meer van Guatemala. Het is 32 km lang en gemiddeld 5 kilometer breed. De maximale diepte is 160 meter Op een eiland in het zuidwesten van het meer ligt Flores, de hoofdstad van El Petén. Flores wordt door middel van een dijk met het vasteland verbonden. Het gebied rond het meer heeft dankzij migratie een toenemend aantal inwoners, aangetrokken door economische activiteiten als houtkap, verbouw van chicle en toerisme. Het meer is tevens een belangrijke natuurlijke waarde; er komen 100 inheemse vissoorten voor.
Het meer dankt zijn naam aan de Itza's, een Mayavolk dat van oudsher haar oevers bewoont. In 1697 was hun hoofdstad Tayasal - het huidige Flores - de laatste Mayastad die in Spaanse handen viel. Rondom het meer zijn vindplaatsen van 27 andere Mayasteden.